# Krystian Sikorski

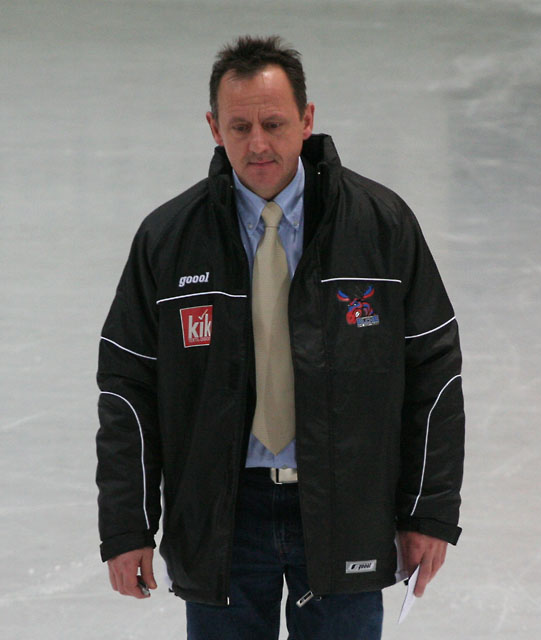
Krystian Sikorski, ehemaliger Trainer des EHC Dortmund

Krystian Sikorski (* 14. April 1961 in Bytom) ist ein ehemaliger polnischer Eishockeyspieler und derzeitiger -trainer. Auf Vereinsebene spielte er unter anderem für den Herner EV in der 2. Bundesliga. Aktuell ist er Cheftrainer der Eisadler Dortmund.

## Karriere

### Als Spieler
Sikorski begann seine Karriere in der Polnischen Ekstraliga bei Polonia Bytom, wo der gelernte Stürmer mehrere Jahre in der Nachwuchsabteilung spielte und später dem Seniorenteam angehörte. In dieser Zeit konnte er mit Polonia insgesamt viermal die Polnische Meisterschaft gewinnen und kam in zehn  Spielzeiten auf mehr als 300 Einsätze, in denen er 195 Tore erzielte. In der Folgezeit absolvierte er zudem 125 Spiele für die polnische Nationalmannschaft, mit der er in den Jahren 1984 und 1988 an den Olympischen Spielen in Sarajewo, beziehungsweise in Calgary sowie an fünf Weltmeisterschaften teilnahm.

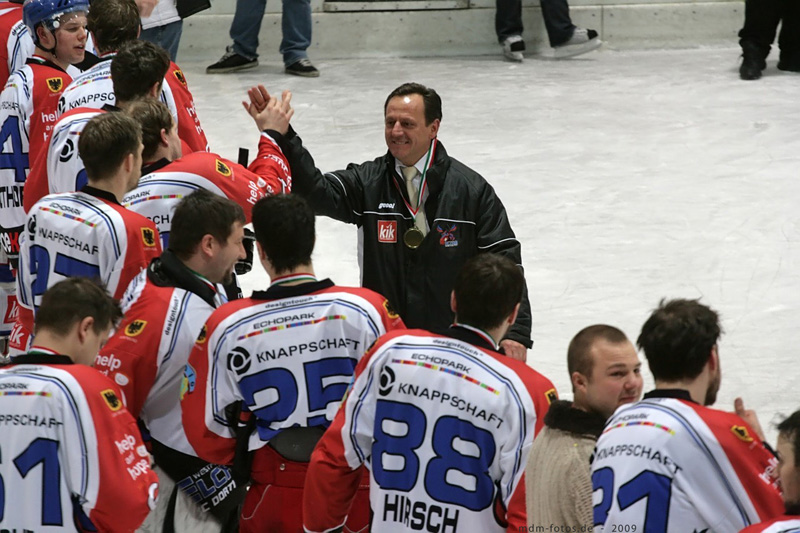
Sikorski während der OL-Aufstiegsfeier 2008/09

Im Sommer 1990 wurden die Verantwortlichen des Herner EV auf den gebürtigen Polen aufmerksam und transferierten ihn nach Herne. Dort spielte er mit der Mannschaft ab der Saison 1991/92 in der Oberliga und ab der Spielzeit 1994/95 in der damals zweithöchsten deutschen Eishockeyliga, der 1. Liga Nord.

### Als Trainer
Krystian Sikorski betreute zwischen Oktober 2007 und Oktober 2008 die erste Seniorenmannschaft des Herner EV. Ihm gelang es mit dem Verein, nach einem ersten Platz in der Aufstiegsrunde und einem anschließenden Finalsieg über den EHC Dortmund, in die Oberliga aufzusteigen. Anfang Oktober 2008 wurde er von seinen Aufgaben als Cheftrainer wegen Erfolglosigkeit, der HEV belegte den letzten Platz der Oberliga Nord, entlassen. Wenig später schloss er sich dem EHC Dortmund an, wo er seinen polnischen Landsmann Czesław Panek beerbte. Ende Dezember 2008 gewann er mit dem EHC die Regionalligameisterschaft der Saison 2008/09. Dort wurde er, nachdem sein auslaufender Vertrag nicht verlängert wurde, durch Frank Gentges ersetzt. In der Saison 2011/12 war Krystian Sikorski als  Trainer beim Herner EV in der Regionalliga-West tätig. In der Saison 2012/13 ist Krystian Sikorski Trainer beim EHC Dortmund in der Oberliga-West.